# Теньгушевское сельское поселение
Теньгушевское се́льское поселе́ние — муниципальное образование в Теньгушевском районе Мордовии Российской Федерации.
Административный центр — село Теньгушево.

## История
Статус и границы сельского поселения установлены Законом Республики Мордовия от 28 декабря 2004 года № 123-З «Об установлении границ муниципальных образований Теньгушевского района, Теньгушевского муниципального района и наделении их статусом сельского поселения и муниципального района».
В 2018 году законом от 17 мая 2018 года N 50-З, Красноярское сельское поселение и сельсовет были упразднены, а входившие в их состав населённые пункты (посёлок Берёзово и деревни Красный Яр и Телимеркии) были включены в состав Теньгушевского сельского поселения и сельсовета с административным центром в селе Теньгушево.

## Население
| 2002  | 2010  | 2012  | 2013  | 2014  | 2015  | 2016  |
| ----- | ----- | ----- | ----- | ----- | ----- | ----- |
| 4691  | ↗4740 | ↘4607 | ↘4503 | ↘4362 | ↘4226 | ↘4116 |
| 2017  | 2018  | 2019  | 2020  | 2021  |       |       |
| ↘4001 | ↘3956 | ↗4176 | ↘4036 | ↗4489 |       |       |

## Состав сельского поселения
| № | Населённый пункт | Тип населённого пункта       | Население |
| - | ---------------- | ---------------------------- | --------- |
| 1 | Атенино          | село                         | ↘5        |
| 2 | Башкирцы         | село                         | ↘175      |
| 3 | Березово         | посёлок                      | ↘27       |
| 4 | Вечкидеево       | деревня                      | ↘171      |
| 5 | Дудниково        | деревня                      | ↘159      |
| 6 | Красный Яр       | деревня                      | ↘276      |
| 7 | Телимерки        | деревня                      | ↘92       |
| 8 | Теньгушево       | село, административный центр | ↘3731     |